# Саския и Серж
Саския и Серж (нидерл. Saskia en Serge) — нидерландский поп-дуэт, образовавшийся в 1967 году. В его состав входят вокалистка Труди ван ден Берг (род. 23 апреля 1947 года в Гротебуке) и гитарист, певец Рууд Схап (род. 22 марта 1946 года в Ден-Хелдере). Дуэт известен тем, что представлял Нидерланды на конкурсе песни Евровидение 1971 года.

## История
Дуэт начал свою карьеру в 1967 году, выиграв в шоу талантов Cabaret der Onbekenden за лучшую песню на нидерландском языке. В 1969 году дуэт был переименован в Саския и Серж. Репертуар дуэта состоял из простых и невинных текстов о природе, любви и жизни. В том же году, участники дуэта вступили в брак.
В 1970 году Саския и Серж участвовали на национальном отборе с Нидерландов на конкурс песни Евровидение 1970 года. С песней Spinnewiel дуэт занял второе место. Этот сингл стал популярным и попал в хит-парад Tipparade. Их дебютный альбом был выпущен в конце того же года под влиянием Боба Дилана и израильского дуэта Эстер и Аби Офарим. Дуэт получил Серебряную арфу от Фонда Конамуса.
В 1971 году сингл Summer in Zeeland стал скромным хитом. Эта песня позже стала классикой в репертуаре дуэта. В том же году, Саския и Серж снова участвовали на национальном отборе с Нидерландов на конкурс песни Евровидение 1971 года, и победили его. С песней Tijd, дуэт занял 6 место с 85 баллами. Их второй альбом, Liedjes Voor Alle Tijden, выпущенный в том же году, не имел большого успеха.
В 1973 году Саския и Серж выпустили три альбома (Er bloeit een bloem, Portret и Expres voor U). Однако, эти альбомы снова были безуспешны.
Альбом Verzoekprogramma был выпущен в 1974 году, в 1975 году — 5 Jaar Saskia & Serge. После этого, дуэт обновил свой репертуар и продолжил с жанрами кантри и вестерн, которые в то время стали популярными благодаря успеху другой голландской группы "Pussycat".
В 1976 году вышел первый кантри-альбом We’ll give you everything. Заглавная песня в альбоме достигла первой десятки в апреле того же года. Остальные синглы в стиле кантри и вестерн достигли такой же популярности. Новый стиль дуэта также ценился за пределами Нидерландов. Саския и Серж были первыми нидерландскими артистами, выступившими в знаменитом клубе Grand Ole Opry в американском городе Нэшвилл. После этого выступления был выпущен студийный альбом In Nashville, U.S.A.. Сингл Jambalaya стал хитом в Соединенных Штатах.
В 1978 году дуэт выпустил популярный сингл The Battle of Sally Ann. После этого, Саския и Серж решили, что настало время для следующей музыкальной перемены. В декабре 1980 года сингл Mama, he’s a soldier now, аранжированный в духе группы "ABBA", стал их самым большим хитом за всю историю, достигнув 6-го места в голландском ТОР40. На следующий год дуэт выпустил целый альбом в этом жанре — Something Special, который был №31 в нидерландском чарте альбомов.
В 1984 году Саския и Серж вернулись к стилю кантри. The country disco train стал хитом хитом (номер 14 — февраль 1984), но сингл I know (сентябрь 1984), не продвинулся в хит-параде Tipparade из-за проблем с дистрибуцией. В 1984 году был выпущен сборник «Greatest Hits». В 1985 году вышел альбом The ring of love, а в 1986 году — The best from the West, сборник каверов известных американских хитов на голландском.
В 1988 году Саския и Серж посетили СССР и сняли видеоклип на свою новую песню "Perestrojka".
После нескольких лет молчания, Саския и Серж вернулись в 1992 году с песнями Als je zachtjes zegt 'Ik hou van jou и Alles wat ik doe (dat doe ik voor jou), которые представляли собой очередные каверы известных западных хитов на голландском. Они вошли в очередной альбом каверов под названием "12 Wereldhits Nederlandstalig" ("Двенадцать мировых хитов на нидерландском языке"). В 1993 году была выпущена вторая CD-версия The best from the West.
В 1998 году было выпущено два альбома: Sterker dan ooit и Baby I’ll give you everything.
В 2000 году, в год тридцатилетия дуэта, вышел альбом In de wolken с одноимённым синглом. В 2001 году вышел новый альбом Vlinders.
15 декабря 2008 года был выпущен 15-й студийный альбом дуэта Mooie liedjes. Этот альбом в основном состоит из адаптаций известных нидерландских песен.
31 января 2011 года Саския и Серж внесли свой вклад в сериал DWDD recordings телевизионной программы De Wereld Draait Door.
В настоящее время, дуэт живёт в Спейке.

## Награждение
29 апреля 2004 года Саския и Серж получили Орден Оранских-Нассау.